# Flaga Nowej Południowej Walii
Flaga Nowej Południowej Walii – przedstawia Krzyż św. Jerzego. W ramionach umieszczono cztery gwiazdy Krzyża Południa. W centrum – lew angielski.
Przyjęta 11 grudnia 1876 roku.